# Vila Nova de Poiares
Vila Nova de Poiares é uma vila portuguesa do Distrito de Coimbra fazendo parte da Região Centro (NUT II) e sub-região Região de Coimbra (NUT III), com cerca de 3 800 habitantes.
A vila é sede do município de Vila Nova de Poiares que tem 84,45 km² de área e 7 281 habitantes (2011), subdividido em 4 freguesias. O município é limitado a norte por Penacova, a leste por Arganil, a sul pela Lousã, a sudoeste por Miranda do Corvo e a oeste por Coimbra.
O município de Vila Nova de Poiares é um dos 17 municípios do Distrito de Coimbra, inserindo-se na vasta região do Pinhal Interior Norte, estando situado na sua maior parte na grande planura entre as serras do Carvalho e Magarrufe, ultrapassando a de S. Pedro Dias pelo Nascente.
A distância da vila a Coimbra é de 22 Km tendo como principais acessos a Estrada da Beira (EN 17) e o IP 3 (via rápida que liga as cidades de Coimbra e Viseu).

## História
No que concerne ao seu património histórico, as origens de Poiares remontam à pré-história, como documentam os vestígios que podemos encontrar de um dólmen. Há ainda marcas da influência romana e muçulmana, bem como regisos de lendas (como a de D. Afonso Henriques).
Crê-se também na existência de uma Albergaria, remontando ao tempo de D. Sancho I, e ainda de diversas construções religiosas pertencentes ao Mosteiro de Lorvão, Mosteiro de Santa Cruz e Universidade de Coimbra.
O município de Vila Nova de Poiares, não tendo sido um município medieval, esteve sob a jurisdição de Mosteiros e da Universidade de Coimbra, que aqui possuíam diversos foros. 
O concelho nasceu em 1836, tendo sido suprido por duas vezes. Foi restaurado definitivamente a 13 de Janeiro de 1898, data em que ainda hoje se comemora o Feriado Municipal.
Tendo a sua sede sido elevada à categoria de vila em 1905, manteve-se económica e socialmente estagnado até à Revolução dos Cravos. Hoje, Poiares assume-se cada vez mais como um município moderno, com índices de crescimento que o têm guindado a patamares de desenvolvimento verdadeiramente ímpares, tanto a nível regional como nacional.
Vila Nova de Poiares pertence ao bispado e distrito administrativo de Coimbra. Poiarense é o nome atribuído aos habitantes de Poiares e tem como feriado municipal o 13 de Janeiro, dia da Restauração do Município. O seu santo padroeiro é Santo André. Vila Nova de Poiares também é conhecida como a Capital Universal da Chanfana.

## Património
- Capela de Nossa Senhora das Necessidades
- Capela de Santo António (São Miguel de Poiares)
- Dólmen de São Pedro Dias
- Igreja Matriz de Santa Maria da Arrifana
- Igreja Matriz de São José das Lavegadas
- Igreja Matriz de São Miguel de Poiares
- Igreja Matriz de Vila Nova de Poiares
- Monumento "O Cristo"
- Paços do Concelho de Vila Nova de Poiares
- Ponte de Mucela

## Geografia
Vila Nova de Poiares é um dos 17 municípios do distrito de Coimbra e compreende quatro freguesias: Santo André de Poiares, Arrifana, São Miguel de Poiares e Lavegadas.
A distância da sede de município a Coimbra (sede de distrito) é de 27 km, tendo como principais acessos a Estrada da Beira-EN17 e o IP 3 (Itinerário Principal que liga, entre outras localidades, as cidades de Coimbra e Viseu). 
Com apenas cerca de cem quilómetros quadrados, 7457 habitantes (2006) e 3438 edifícios (Censos 2001), Vila Nova de Poiares situa-se no centro do distrito, sendo confrontado a norte pelo município de Penacova, a este pelos municípios de Arganil e Góis, a sul pelos municípios de Lousã e Miranda do Corvo e a oeste pelo município de Coimbra.
O município do Pinhal Interior Norte é constituído por um vale rodeado pelas serras da Lousã, Bidueiro, São Pedro Dias (estendendo-se apenas um pouco além desta) e Carvalho e, nas suas fronteiras noroeste e nordeste, é banhado pelos rios Mondego e Alva, respectivamente.
Esta situação geográfica ímpar determina um clima igualmente único com frequentes nevoeiros, chuvas e temperaturas relativamente baixas no Inverno, contrastando com as temperaturas veraneantes, por vezes, muito altas.

## Freguesias

Freguesias do município de Vila Nova de Poiares.

As 4 freguesias do Município de Vila Nova de Poiares são as seguintes:
- Arrifana
- Lavegadas
- Poiares (Santo André)
- São Miguel de Poiares

## Equipamentos
- Fraga - Zona de Recreio e Lazer (em São Miguel de Poiares)

### Outros
O município de Vila Nova de Poiares faz parte da Comarca de Penacova, que por sua vez depende do Círculo Judicial de Coimbra.
A Repartição Fiscal de Vila Nova de Poiares é classificada como de 2.ª Classe.
Em termos eclesiásticos (Igreja Católica), a Unidade Pastoral de Vila Nova de Poiares, que compreende as paróquias de Santa Maria de Arrifana, São José das Lavegadas, São Miguel e Santo André de Poiares, integra o Arciprestado do Alto Mondego, na Diocese de Coimbra.

## Evolução da população do município
| Número de habitantes | Número de habitantes | Número de habitantes | Número de habitantes | Número de habitantes | Número de habitantes | Número de habitantes | Número de habitantes | Número de habitantes | Número de habitantes | Número de habitantes | Número de habitantes | Número de habitantes | Número de habitantes | Número de habitantes | Número de habitantes |
| -------------------- | -------------------- | -------------------- | -------------------- | -------------------- | -------------------- | -------------------- | -------------------- | -------------------- | -------------------- | -------------------- | -------------------- | -------------------- | -------------------- | -------------------- | -------------------- |
| 1864                 | 1878                 | 1890                 | 1900                 | 1911                 | 1920                 | 1930                 | 1940                 | 1950                 | 1960                 | 1970                 | 1981                 | 1991                 | 2001                 | 2011                 | 2021                 |
| 6 557                | 7 534                | 7 501                | 7 900                | 8 226                | 8 343                | 7 763                | 8 398                | 8 218                | 7 518                | 6 296                | 6 649                | 6 161                | 7 061                | 7 281                | 6 803                |

(Obs.: Número de habitantes "residentes", ou seja, que tinham a residência oficial neste município à data em que os censos  se realizaram.)	
De acordo com os dados do INE o distrito de Coimbra registou em 2021 um decréscimo populacional na ordem dos 5.0% relativamente aos resultados do censo de 2011. No concelho de Vila Nova de Poiares esse decréscimo rondou os 6.5%. 
| Número de habitantes por grupo etário | Número de habitantes por grupo etário | Número de habitantes por grupo etário | Número de habitantes por grupo etário | Número de habitantes por grupo etário | Número de habitantes por grupo etário | Número de habitantes por grupo etário | Número de habitantes por grupo etário | Número de habitantes por grupo etário | Número de habitantes por grupo etário | Número de habitantes por grupo etário | Número de habitantes por grupo etário | Número de habitantes por grupo etário | Número de habitantes por grupo etário |
| ------------------------------------- | ------------------------------------- | ------------------------------------- | ------------------------------------- | ------------------------------------- | ------------------------------------- | ------------------------------------- | ------------------------------------- | ------------------------------------- | ------------------------------------- | ------------------------------------- | ------------------------------------- | ------------------------------------- | ------------------------------------- |
|                                       | 1900                                  | 1911                                  | 1920                                  | 1930                                  | 1940                                  | 1950                                  | 1960                                  | 1970                                  | 1981                                  | 1991                                  | 2001                                  | 2011                                  | 2021                                  |
| 0-14 Anos                             | 2 508                                 | 2 713                                 | 2 625                                 | 2 382                                 | 2 489                                 | 2 433                                 | 2 086                                 | 1 520                                 | 1 601                                 | 1 188                                 | 1 201                                 | 1 096                                 | 755                                   |
| 15-24 Anos                            | 1 361                                 | 1 385                                 | 1 427                                 | 1 395                                 | 1 385                                 | 1 211                                 | 1 116                                 | 895                                   | 1 010                                 | 954                                   | 968                                   | 737                                   | 697                                   |
| 25-64 Anos                            | 3 109                                 | 3 271                                 | 3 402                                 | 3 274                                 | 3 602                                 | 3 595                                 | 3 343                                 | 2 665                                 | 2 885                                 | 2 871                                 | 3 593                                 | 3 964                                 | 3 596                                 |
| = ou > 65 Anos                        | 623                                   | 676                                   | 684                                   | 775                                   | 776                                   | 911                                   | 973                                   | 945                                   | 1 153                                 | 1 148                                 | 1 299                                 | 1 484                                 | 1 755                                 |

(Obs: De 1900 a 1950 os dados referem-se à população "de facto", ou seja, que estava presente no município à data em que os censos se realizaram. Daí que se registem algumas diferenças relativamente à designada população residente)

## Política

### Eleições autárquicas[7]
| Data | %       | V       | %     | V     | %      | V      | %              | V            | %              | V  | Participação   |                |
| Data | PPD/PSD | PPD/PSD | PS    | PS    | CDS-PP | CDS-PP | FEPU/APU/CDU   | FEPU/APU/CDU | BE             | BE | Participação   |                |
| ---- | ------- | ------- | ----- | ----- | ------ | ------ | -------------- | ------------ | -------------- | -- | -------------- | -------------- |
| Data | 1976    | 41,93   | 3     | 33,81 | 2      | 10,68  | -              | 6,68         | -              |    |                | 50,69 / 100,00 |
| 1979 | 57,28   | 4       | 11,91 | -     | 21,41  | 1      | 4,45           | -            | 63,66 / 100,00 |    |                |                |
| 1982 | 61,21   | 3       | 32,69 | 2     |        |        | 2,27           | -            | 73,66 / 100,00 |    |                |                |
| 1985 | 62,93   | 4       | 27,30 | 1     | 2,43   | -      | 2,18           | -            | 68,33 / 100,00 |    |                |                |
| 1989 | 58,78   | 3       | 33,70 | 2     |        |        | 2,10           | -            | 68,29 / 100,00 |    |                |                |
| 1993 | 54,80   | 3       | 34,11 | 2     | 1,89   | -      | 3,86           | -            | 70,20 / 100,00 |    |                |                |
| 1997 | 59,07   | 3       | 33,56 | 2     | 0,68   | -      | 1,54           | -            | 68,54 / 100,00 |    |                |                |
| 2001 | 60,63   | 3       | 32,47 | 2     | 0,98   | -      | 1,46           | -            | 0,63           | -  | 68,91 / 100,00 |                |
| 2005 | 53,74   | 3       | 37,73 | 2     | 1,69   | -      | 1,74           | -            |                |    | 67,45 / 100,00 |                |
| 2009 | 56,50   | 3       | 36,11 | 2     |        |        | 3,13           | -            | 60,62 / 100,00 |    |                |                |
| 2013 | 34,81   | 2       | 55,56 | 3     | 2,58   | -      | 2,69           | -            | 58,42 / 100,00 |    |                |                |
| 2017 | 26,50   | 1       | 68,23 | 4     |        |        | 1,92           | -            | 59,36 / 100,00 |    |                |                |
| 2021 | 29,84   | 2       | 59,33 | 3     | 5,63   | -      | 54,97 / 100,00 |              |                |    |                |                |

### Eleições legislativas
| Data | %     | %     | %     | %    | %     | %     | %        | %     | %    | %     | %    | %   | %       |   |    |    |
| Data | PS    | PSD   | CDS   | PCP  | UDP   | AD    | APU/ CDU | FRS   | PRD  | PSN   | BE   | PAN | PSD CDS | L | CH | IL |
| ---- | ----- | ----- | ----- | ---- | ----- | ----- | -------- | ----- | ---- | ----- | ---- | --- | ------- | - | -- | -- |
| 1976 | 40,03 | 32,97 | 9,79  | 5,85 | 0,89  |       |          |       |      |       |      |     |         |   |    |    |
| 1979 | 32,03 | AD    | AD    | APU  | 0,88  | 47,25 | 9,26     |       |      |       |      |     |         |   |    |    |
| 1980 | FRS   | AD    | AD    | APU  | 0,89  | 52,97 | 7,72     | 29,27 |      |       |      |     |         |   |    |    |
| 1983 | 40,58 | 39,72 | 5,87  | APU  | 0,80  |       | 6,44     |       |      |       |      |     |         |   |    |    |
| 1985 | 25,20 | 43,69 | 5,31  | APU  | 0,76  | 6,66  | 11,16    |       |      |       |      |     |         |   |    |    |
| 1987 | 21,28 | 59,67 | 4,26  | CDU  | 0,41  | 4,23  | 2,68     |       |      |       |      |     |         |   |    |    |
| 1991 | 27,52 | 59,94 | 3,06  | CDU  |       | 2,59  | 0,47     | 1,25  |      |       |      |     |         |   |    |    |
| 1995 | 44,54 | 40,92 | 6,86  | CDU  | 0,60  | 1,93  |          | 0,35  |      |       |      |     |         |   |    |    |
| 1999 | 43,28 | 42,06 | 6,47  | CDU  |       | 2,84  |          | 0,92  |      |       |      |     |         |   |    |    |
| 2002 | 35,36 | 49,12 | 6,58  | CDU  | 2,62  | 1,90  |          |       |      |       |      |     |         |   |    |    |
| 2005 | 40,16 | 40,81 | 4,41  | CDU  | 3,63  | 3,76  |          |       |      |       |      |     |         |   |    |    |
| 2009 | 33,47 | 39,20 | 8,56  | CDU  | 3,48  | 7,62  |          |       |      |       |      |     |         |   |    |    |
| 2011 | 24,77 | 46,42 | 10,40 | CDU  | 3,84  | 3,99  | 1,26     |       |      |       |      |     |         |   |    |    |
| 2015 | 33,28 | CDS   | PSD   | CDU  | 4,90  | 7,39  | 0,64     | 42,47 | 0,61 |       |      |     |         |   |    |    |
| 2019 | 36,69 | 31,92 | 4,91  | CDU  | 3,64  | 8,31  | 2,90     |       | 0,60 | 0,87  | 0,37 |     |         |   |    |    |
| 2022 | 41,38 | 33,23 | 1,00  | CDU  | 2,71  | 4,45  | 1,19     | 0,93  | 8,02 | 2,58  |      |     |         |   |    |    |
| 2024 | 28,71 | AD    | AD    | CDU  | 33,66 | 2,47  | 3,62     | 1,39  | 1,85 | 19,16 | 3,14 |     |         |   |    |    |

## Heráldica
Armas: Escudo de prata, com duas andorinhas de sua cor acompanhadas por dois pinheiros bravos de verde frutados de sua cor, troncados e arrancados de negro. Em chefe uma abelha de negro realçada de ouro. Coroa mural de prata de quatro torres. Listel branco, com os dizeres em maiúsculas: «VILA NOVA DE POIARES», de negro.
Bandeira: de verde, cordões e borlas de prata e verde. Haste e lança de ouro. 
Selo: Circular tendo ao centro o brasão sem indicação de cores e metais, tudo envolvido por dois círculos concêntricos, onde corre a legenda Câmara Municipal de Vila Nova de Poiares.

## Geminações
Vila Nova Poiares encontra-se geminada com as seguintes localidades: 
- Douchy-les-Mines (França);
- Mielec (Polónia);
- Liquiçá (Timor-Leste);
- Mansoa (Guiné-Bissau);
- Lichinga (Moçambique);
- Vila do Maio (Cabo Verde);
- Caué (São Tomé e Príncipe);
- Hüngen (Alemanha) - geminação em preparação.

## Feiras e Romarias
- Feriado Municipal - 13 de Janeiro (Restauração Definitiva do Concelho)
- Mercado Semanal às Segundas-feiras
- Festas do Concelho, em honra de Nossa Senhora das Necessidades, padroeira do concelho, em Vila Nova de Poiares, no 2.º Domingo de Agosto
- Festas de Vale de Vaíde, em honra de Nossa Senhora das Preces - 3º Domingo de Agosto
- Festas de Arrifana - 4.º Domingo de Agosto
- Festas de São Miguel de Poiares - 1.º Domingo de Setembro
- Poiartes - Feira Nacional de Artesanato - 2.º fim de semana de Setembro